# هيلايك (قمر)
هيلايك (بالإنجليزية: Helike)‏ المعروف أيضاً باسم المشتري الخامس والأربعون (بالإنجليزية: Jupiter XLV)‏ ، هو قمر طبيعي غير نظامي يتحرك بحركة تراجعية تابع لكوكب المشتري.
و ينتمي هذا القمر إلى مجموعة أنانك التي يعتقد أنها بقايا تفكك شمسي حيث أن جميعها بالتالي لها أصل مشترك.

## اكتشافه
تم اكتشافه من قبل فريق من علماء الفلك من جامعة هاواي بقيادة سكوت شيبارد في عام 2003 للميلاد، وتمت تسميته حينها مؤقتاً S/2003 J 6.
و من ثم تمت تسميته رسمياً في أغسطس من عام 2003 للميلاد نسبة إلى هيلايك التي يعتقد أنها واحدة من الحوريات اللواتي رعين زيوس أثناء ترعرعه في جزيرة كريت حسب الميثولوجيا الإغريقية.

## خصائصه
يبلغ قطر هذا القمر حوالي 4 كيلومترات.ويدور حول كوكب المشتري على مسافة متوسطة تبلغ 20,540 ميغامتر في 601.402 يوماً، بزاوية ميل يبلغ قدرها 155 درجة في اتجاه (°156من خط الاستواء في المشتري) حسب مسير الشمس مع شذوذ مداري يبلغ قدره 0.1375.